# Protium macrocarpum
Protium macrocarpum är en tvåhjärtbladig växtart som beskrevs av José Cuatrecasas. Protium macrocarpum ingår i släktet Protium och familjen Burseraceae. Inga underarter finns listade i Catalogue of Life.